# 大谷瑠奈
大谷 瑠奈（おおたに るな、1993年9月2日 - ）は、日本のタレント、元子役。東京都出身。
祖父はタレント・政治家の大橋巨泉、祖母はジャズ歌手のマーサ三宅、母はジャズシンガーの大橋美加、叔母はジャズシンガーの豊田チカ。
家族構成は父、母方の祖父母、そして弟が一人いる。

## 出演

### テレビ番組
- 踊る!さんま御殿!!
- メレンゲの気持ち

### 映画
- その日のまえに（2008年、監督：大林宣彦）佐藤俊治の娘 役

### 舞台
- リズミックタウン（2005年）メイ 役
- 森は生きている（2005年）8月の精 役
- フレンズ（2006年）カヤ 役
- ココ・スマイル5～明日へのロックンロール（2007年）イズミ 役
- MOTHER マザー～特攻の母 鳥濱トメ物語～（2009年12月）寺師さとみ 役

### アニメ
- ブラスレイター（2008年）挿入歌
- エレメントハンター（2009年）キム 役

### CM
- 第一生命 「人生を考えナイト」（2009年）

| スタブアイコン | サブスタブ | この項目は、まだ閲覧者の調べものの参照としては役立たない、俳優（男優・女優）に関連した書きかけの項目です。この項目を加筆・訂正などしてくださる協力者を求めています（P:映画/PJ芸能人）。 |